# Масковая бурозубка
Масковая бурозубка, трансантарктическая бурозубка (лат. Sorex cinereus) — вид млекопитающих из рода бурозубки семейства землеройковые, обитающий в Северной Америке.
Окраска меха серо-коричневого цвета со светло-серым низом и заострённой мордой. Длинный хвост коричневый сверху и светлее снизу с тёмным кончиком. Тела около 9 см в длину, включая 4 см хвост, вес около 5 г.
Кариотип 2n = 66, FN = 70, как и у близкой Sorex jacksoni.
Обитает в различных биотопах Канады и США, избегая места, где очень мало или нет растительности.
Питается в основном насекомыми и другими беспозвоночными, падалью, мелкими позвоночными, иногда семенами. Потребляет ежедневно пищу собственного веса и является активным днём и ночью круглый год. Могут жить до двух лет. Хищники: ястребы, совы, сорокопут, змеи, цапли, лисы.
Сезон размножения длится с марта по сентябрь. Бывает, как правило, два приплода, может быть три, в год. Беременность длится 18 дней, рождается от 2 до 10 (в среднем около 7) детёнышей. Детёныши пьют молоко в течение трёх недель. Половая зрелость наступает в возрасте 20—26 недель.